# 墨西哥鋸蓋魚
墨西哥鋸蓋魚為輻鰭魚綱鱸形目鱸亞目鋸蓋魚科的一種，分布於西大西洋墨西哥東部至巴西半鹹水及海域，體長可達47.5公分，棲息在沿海及河口水域，屬肉食性，以魚類及甲殼類為食，生活習性不明，可做為食用魚及遊釣魚。

## 擴展閱讀
維基物種上的相關：墨西哥鋸蓋魚